# St. Jakob (Mitterteich)

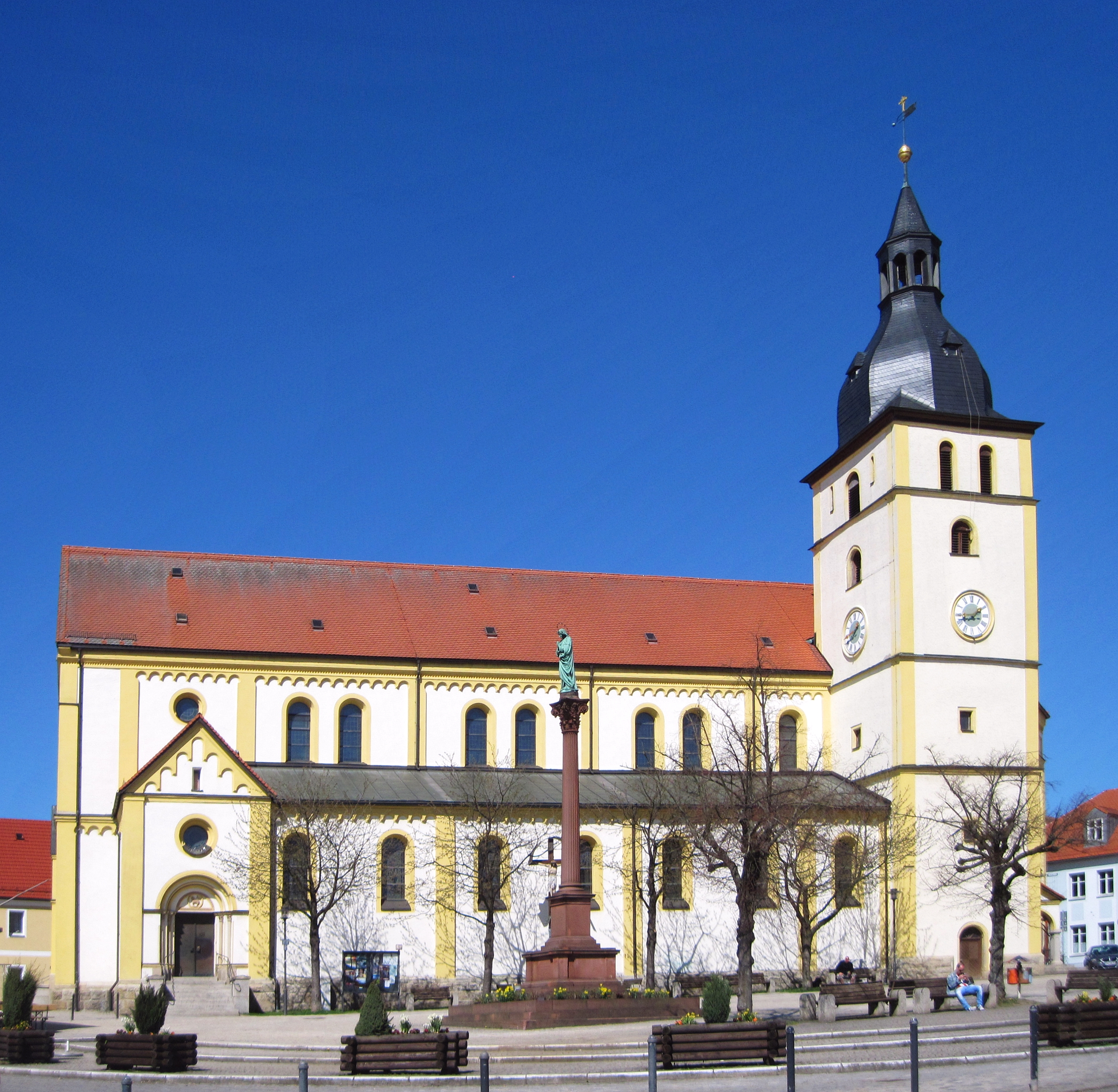
Die Stadtpfarrkirche St. Jakob und die Mariensäule

Die Stadtpfarrkirche St. Jakob ist die römisch-katholische Pfarrkirche der Stadt Mitterteich in der nördlichen Oberpfalz im Bistum Regensburg. Die dem heiligen Jakobus dem Älteren und der heiligen Anna geweihte Kirche wurde 1890 bis 1893 nach Plänen von Carl Hocheder erbaut, nachdem an derselben Stelle bereits drei Vorgängerbauten niedergebrannt waren. Der Kirchturm ist das Wahrzeichen der Stadt, wurde 1606 erbaut und ist somit das älteste Gebäude Mitterteichs.

## Beschreibung

### Ausstattung

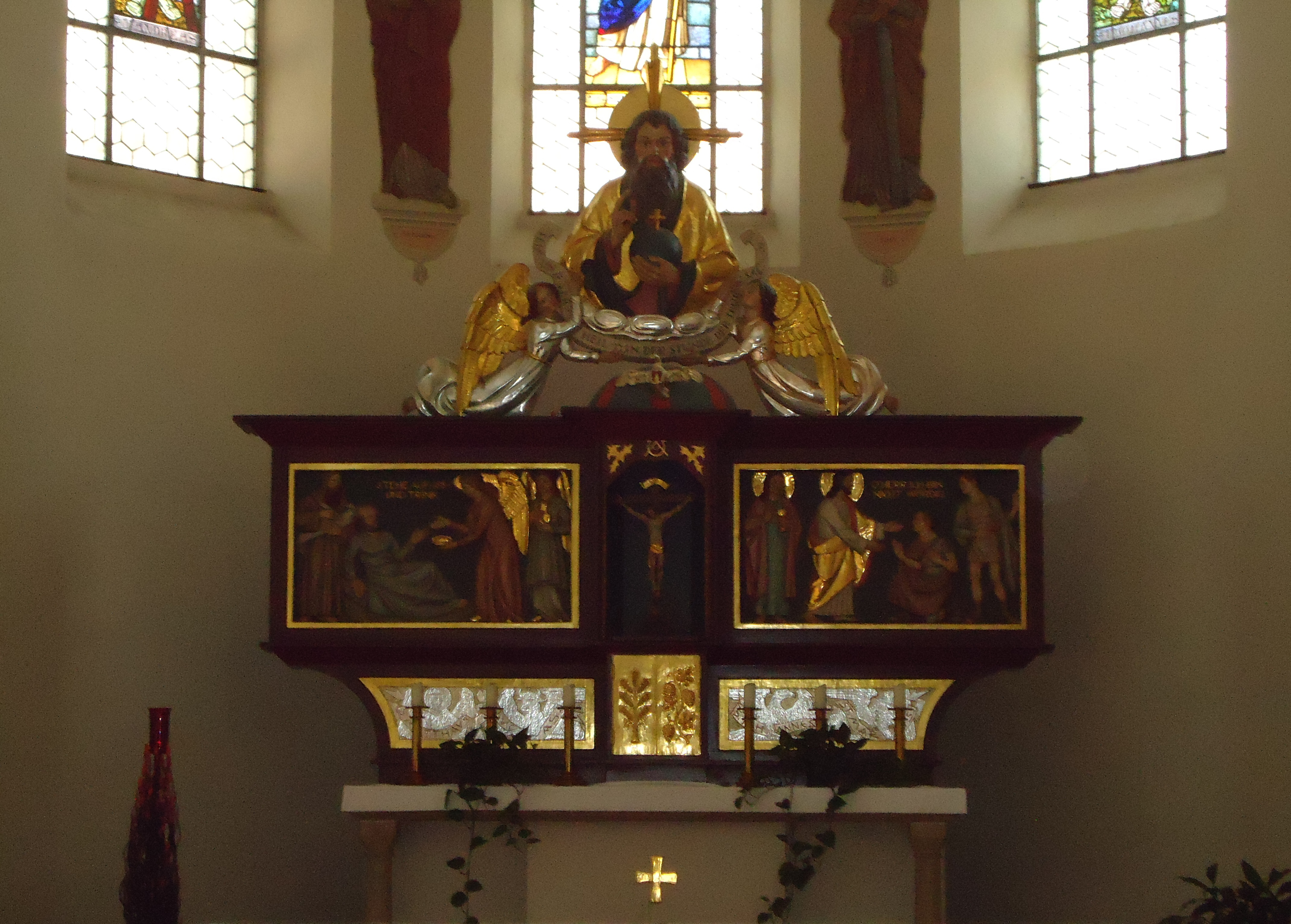
Hochaltar

Im Chorraum befindet sich der Hochaltar, der unter Pfarrer Karl Hof 1929 anstelle eines im Denglerstil gestalteten Altares angeschafft wurde. Über dem Altartisch an der Predella sind die vier Evangelistensymbole eingeritzt, darüber befindet sich ein dreieckiger Aufbau mit den Symbolen der heiligen Dreifaltigkeit: in der Mitte oben auf dem Altar im Giebel Gottvater, im mittleren Teil Jesus Christus am Altarkreuz und dazwischen der Heilige Geist in Gestalt der Taube. Die Eucharistie spiegelt sich in den beiden Relieftafeln an den Seiten wider. Auf der linken Tafel wird der Prophet Elija von Engeln in der Wüste mit Brot und Wasser gespeist (1 Kön 17,2-6 ), auf der rechten bittet der Hauptmann von Kafarnaum Jesus um die Heilung seines Knechtes (Mt 8,5-13 ). Hinter den beiden stehen ein bärtiger Prophet und der Evangelist Johannes, die das Geschehen schriftlich festhalten.
Das Gewölbe der Apsis zeigt in Mosaikarbeit Christus in der Mandorla, der auf Wolken wiederkommt. In der linken Hand hält er ein geöffnetes Buch, die andere Hand ist zum Segen erhoben. Zu beiden Seiten sind zwei Engel auf goldenem Untergrund abgebildet. Die Fenster und Wände des Chorraums zieren Abbildungen der Apostel. Die drei Fenster hinter dem Altar zeigen den Kirchenpatron Jakobus den Älteren, den Heiligen Johannes und den Heiligen Andreas. Die Wand trägt Bilder von weiteren acht Aposteln und ein großes Gemälde des Kirchenpatrons, in das Kirchenschiff blicken Figuren der Apostel Petrus und Paulus.
Im Mittelschiff sind in kleinen Bildern an den Hochwänden Szenen aus dem Leben der Apostel Petrus und Paulus dargestellt. Heiligenfiguren an den Pfeilern des Schiffes wurden bei der Renovierung 1931 entfernt und befinden sich seit der letzten Renovierung in den 1970er Jahren wieder an ihren Plätzen. Am ersten Pfeilerpaar sind ein heiliger Bischof und die heilige Elisabeth, am zweiten der heilige Leonhard und die Kanzel und am dritten die Figuren des heiligen Antonius und des Bruders Konrad zu sehen.
Figuren von Joachim und Anna an der Westwand der Vorhalle wurden aus der alten Kirche übernommen und am Aufgang zur westlichen Empore steht eine Statue der heiligen Theresia von Lisieux.

### Orgel

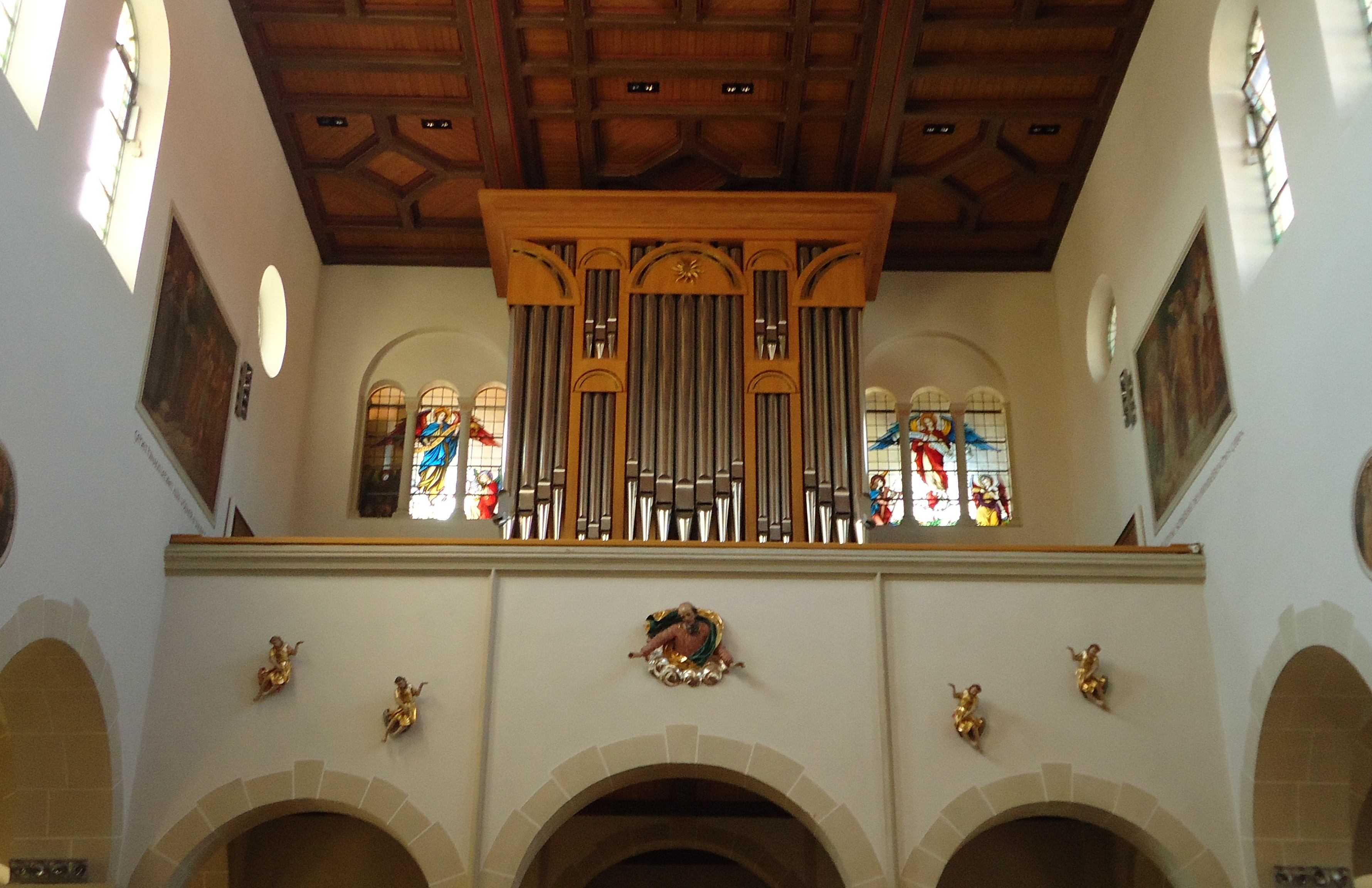
Die Orgel der Kirche ist ein Neubau aus dem Jahr 2006

Die Pfarrer-Richter-Gedächtnis-Orgel wurde 2006 von der Orgelbaufirma Karsten Hörl aus Helmbrechts erbaut, findet sich aber auch als Opus 159 bei Orgelbau Anton Škrabl. Sie wurde am 27. August 2006 durch den damaligen Regensburger Bischof Gerhard Ludwig Müller geweiht. Der Widmungsname bezieht sich auf den mittlerweile verstorbenen Geistlichen Siegfried Richter. Seit 2009 ist Matthias Eisenberg an St. Jakob Titularorganist. Das Instrument besitzt folgende Disposition:
| I Hauptwerk C–a3 |                    |        |
| 01.              | Bordun (ab c0)     | 32′    |
| 02.              | Principal          | 16′    |
| 03.              | Bordun             | 16′    |
| 04.              | Principal          | 08′    |
| 05.              | Seraphonflöte      | 08′    |
| 06.              | Rohrbordun         | 08′    |
| 07.              | Gambe              | 08′    |
| 08.              | Octave             | 04′    |
| 09.              | Spitzflöte         | 04′    |
| 10.              | Quinte             | 02 ⁄3′ |
| 11.              | Superoctave        | 02′    |
| 12.              | Mixtur VI          | 02′    |
| 13.              | Cornett V          | 08′    |
| 14.              | Trompete           | 08′    |
| 15.              | Tromba pontificale | 08′    |

| II Positiv C–a3 |                      |        |
| 16.             | Bordun               | 16′    |
| 17.             | Hornprincipal        | 08′    |
| 18.             | Tibia                | 08′    |
| 19.             | Wienerflöte          | 08′    |
| 20.             | Unda maris           | 08′    |
| 21.             | Salicional           | 08′    |
| 22.             | Dolce                | 08′    |
| 23.             | Principal            | 04′    |
| 24.             | Querflöte            | 04′    |
| 25.             | Salicet              | 04′    |
| 26.             | Nachthorn            | 02′    |
| 27.             | Mixtur IV            | 01 ⁄3′ |
| 28.             | Trompette harmonique | 08′    |
| 29.             | Clairon              | 04′    |
| 30.             | Klarinette           | 08′    |

| III Schwellwerk C–a3 |                       |        |
| 31.                  | Bordun                | 16′    |
| 32.                  | Doppelflöte           | 08′    |
| 33.                  | Gedackt               | 08′    |
| 34.                  | Quintatön             | 08′    |
| 35.                  | Viola da Gamba        | 08′    |
| 36.                  | Vox coelestis         | 08′    |
| 37.                  | Aeoline               | 08′    |
| 38.                  | Fugara                | 04′    |
| 39.                  | Rohrflöte             | 04′    |
| 40.                  | Nasard                | 02 ⁄3′ |
| 41.                  | Flautino              | 02′    |
| 42.                  | Harmonia aetheria III | 02 ⁄3′ |
| 43.                  | Oboe                  | 08′    |
| 44.                  | Vox humana            | 08′    |
|                      | Tremulant             |        |

| Pedal C–g1 |             |     |
| 45.        | Untersatz   | 32′ |
| 46.        | Principal   | 16′ |
| 47.        | Subbass     | 16′ |
| 48.        | Octave      | 08′ |
| 49.        | Flöte       | 08′ |
| 50.        | Violoncello | 08′ |
| 51.        | Octave      | 04′ |
| 52.        | Flöte       | 04′ |
| 53.        | Posaune     | 16′ |
| 54.        | Trompete    | 08′ |
| 55.        | Clarine     | 04′ |

- Koppeln: II/I, III/I, III/II, I/P, II/P, III/P; Super I/I, III/I, III/II, III/III, I/P; Sub III/I, II/I, III/II, II/II, III/III; Generalkoppel, Super Generalkoppel, Sub Generalkoppel

### Glocken

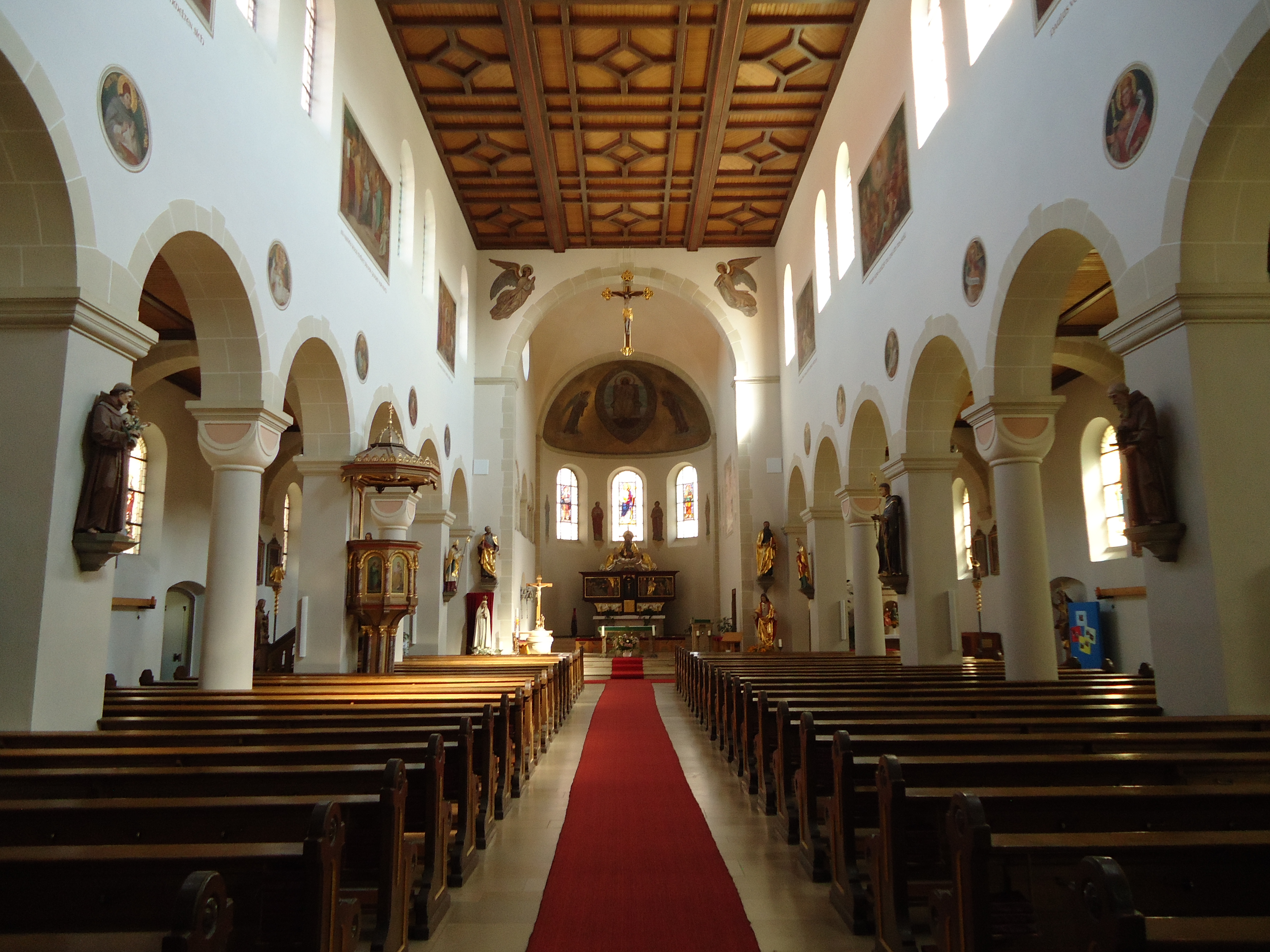
Blick durch das Langhaus zum Chor

Das Glockengeläut von St. Jakob setzt sich wie folgt zusammen:
| Name (Patronat) | Schlagton | Gewicht (Zentner) | Inschrift                                              |
| Gott Vater      | b         | 53,8              | Pater noster qui es in caelis sanctificetur nomen tuum |
| Jesus Christus  | des       | 28,1              | Lauda Sion Salvatorem                                  |
| Heiliger Geist  | es        | 26,8              | Emitte Spiritum tuum                                   |
| Heilige Maria   | f         | 19,4              | Ave Maria gratia plena                                 |
| Sankt Jakob     | as        | 11,4              | Tuere parochiam tuam                                   |
| Sankt Josef     | b         | 7,8               | Ora pro nobis in hora mortis                           |